# Jan Vermeulen

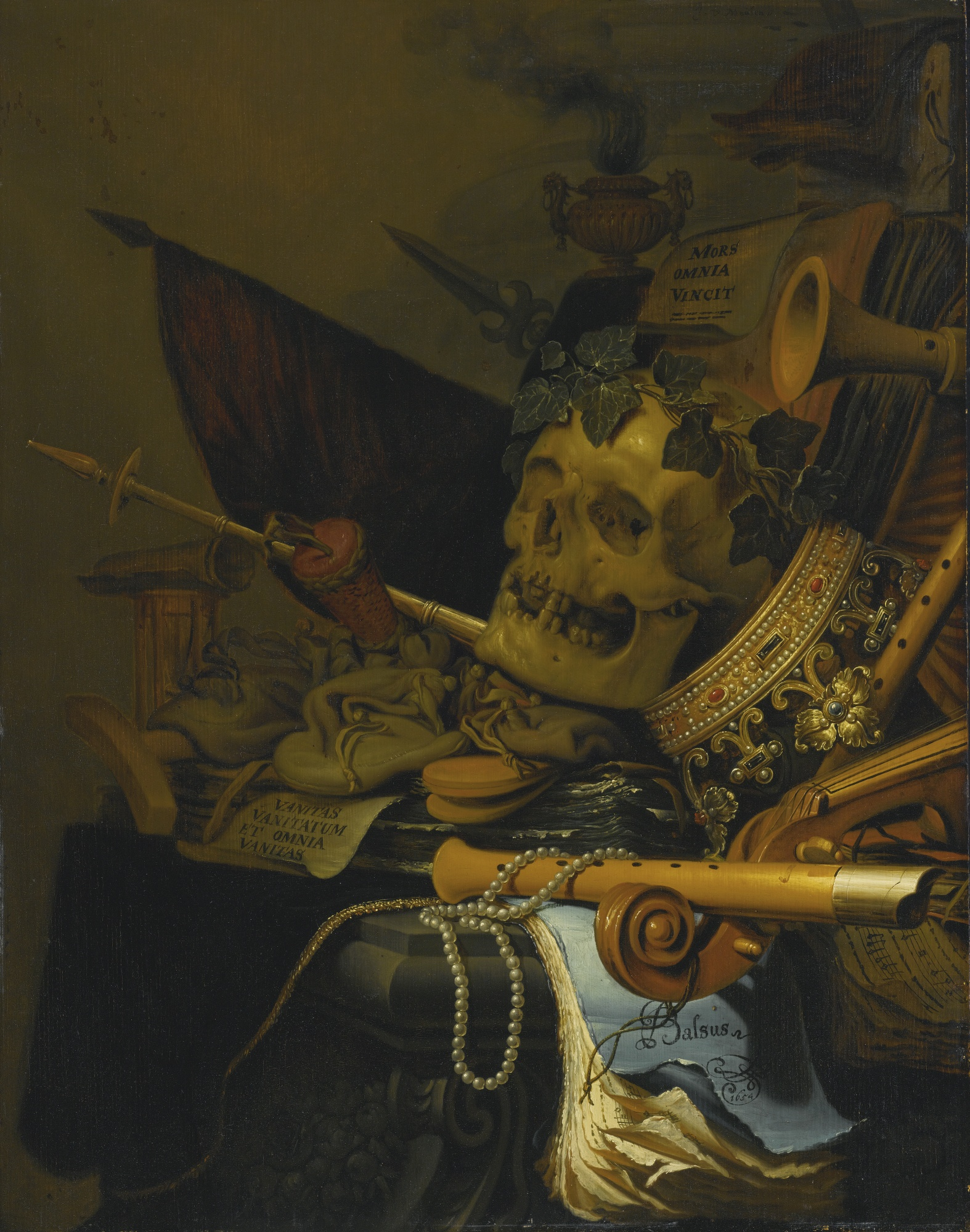
Vanité avec partition (1654)
Collection privée

Johannes van der Molen ou Johannes Jan Vermeulen est un peintre de natures mortes du Siècle d'or néerlandais, actif de 1638-1674 à Haarlem, spécialisé dans les « vanités » avec livres.

## Biographie
On ne sait rien de sa formation. Il a été enregistré pour la première fois en 1638 à Haarlem. En 1651, on le retrouve dans les archives de la Guilde de Saint-Luc en tant que membre et en tant que citoyen de Haarlem sous le nom de Johannes van der Meulen.
En 1674, il s'est marié pour la deuxième fois, après quoi aucun autre document concernant sa biographie n'a été récupéré.
Selon RKD, en 1661, il est déjà mentionné comme monogramme IVM, tandis que d'autres mentions se réfèrent à un Isaac Vermeulen (Willigen / Meijer 2003, p 206).

## Œuvre
On connaît peu d'œuvres de cet artiste : des natures mortes et vanités qui se ressemblent, pour la plupart, par le choix des objets représentés et par leur composition. Il représente des amoncellements de livres, d'objets scientifiques et des instruments de musique, dans une gamme colorée limitée, faite d'ocres et de bruns, éclairés par le blanc du papier
- Nature morte avec des livres et des instruments de musique (1638-1674), huile sur bois, 85 × 78 cm, Statens Museum for Kunst, Copenhague[2]
- Vanité avec des livres, des instruments de musique et un globe (1650), huile sur panneau, 79 × 64 cm, Collection privée, vente Christie's 2011[3]
- Nature morte avec livres et instruments de musique (vers 1660), huile sur panneau, 81 × 63 cm, Mauritshuis, La Haye[4]
- Vanité (1650-1655), huile sur chêne, 30 × 36 cm, Château de Johannisburg, Aschaffenburg[5]
- Vanité avec partition (1654), huile sur panneau, 73 × 58 cm, Collection privée, vente Christie's 2013[6]
- Livres et instruments de musique, huile sur bois, 78 × 69 cm, Musée des beaux-arts de Nantes[1]